# Железният Уил
„Железният Уил“ (на английски: Iron Will) е семеен и приключенски филм, режисиран от Чарлс Хайд.
Базиран е на разказите на Албърт Кембъл, победител от състезанието по догслейдинг Уинипег – Сейнт Пол през 1917 г., и американската надежда в състезанието Фред Хартман. Кембъл печели състезанието, за да изпълни последното желание на баща си, загинал 3 седмици преди състезанието, както и главният герой във филма.
Участват Макензи Астин, Кевин Спейси, Дейвид Огдън Стиърс, Джордж Гърдс, Брайън Кокс, Пенелъпи Уиндъст и Аугуст Шеленберг.
Когато бащата на Уил Стоунман загива в инциден с кучешки впряг, той поема грижите за цялото семейство. Нуждаейки се от пари за колеж и за спасяване на фермата, той решава да се включи в състезание с впрягове през Щатите. С помощта на Нед Дод, младежът се подготвя физически и психически за трудния терен и лошото време по време на състезанието.

## Актьори и герои
- Макензи Астин – Уил Стоунман
- Кевин Спейси – Хари Кингсли
- Дейвид Огдън Стиърс – Дж. У. Харпър
- Аугуст Шеленберг – Нед Дод
- Джордж Гърдс – Борг Гиларшон
- Пенелъпи Уиндъст – Маги Стоунман
- Брайън Кокс – Ангъс Мактийги
- Рекс Лин – Джо Макфърсън
- Джон Тери – Джак Стоунман

## Цитати
| „             | Десет хиляди долара, Уил, не е нужно да загиваш за тях. Ако загубим фермата... то ще е борейки се. | “ |
| Маги Стоунман | |   |

| „             | Не давай на страха да те отклони от мечтите ти. | “ |
| Джак Стоунман |                                                 |   |

| „       | Вярвай на кучетата. | “ |
| Нед Дод |                     |   |